# Grobla (gmina Drwinia)
Grobla – wieś w Polsce położona w województwie małopolskim, w powiecie bocheńskim, w gminie Drwinia.

## Geografia
W latach 1975–1998 miejscowość położona była w województwie krakowskim.
Integralne części wsi Grobla: Bagieńce, Bańka, Górka, Kłosin, Kopalina, Kurów, Ostrówek, Posmyków, Skała, Szklane Miasto, Wróblówka, Za Kobielą, Zaprzerwie, Zapusta.

## Mieszkańcy
W Grobli urodzili się Ludwik Migdał (1897, oficer Wojska Polskiego) i Józef Klasa (1931-2023, polityk, dyplomata).
W czasie okupacji niemieckiej mieszkająca we wsi rodzina Wilkoszów udzieliła pomocy żydowskim rodzinom Silwermanów i Neigerów. W 1989 Instytut Jad Waszem podjął decyzję o przyznaniu Barbarze, Adamowi, Tomaszowi i Janowi Wilkoszom oraz Stefanii Wilkosz-Filo tytułów Sprawiedliwych wśród Narodów Świata.

## Zabytki
Obiekty wpisane do rejestru zabytków nieruchomych województwa małopolskiego.
- Kościół parafialny pw. Imienia Najświętszej Marii Panny, ogrodzenie, otoczenie z drzewostanem. Murowany z cegły z elementami kamiennymi, na planie krzyża łacińskiego, wybudowany w latach 1906–1909 według projektu arch. Jana Sas-Zubrzyckiego w stylu późnego historyzmu[9]. Obiekt konsekrował w 1912 roku bp Leon Wałęga[10];
- obórka;
- cmentarz wojenny nr 322.

## Parafia Grobla
W 1906 roku bp L. Wałęga utworzył niezależną od parafii Mikluszowice placówkę duszpasterską, a 10 maja 1925 roku erygował tutaj parafię.